# Astoria Bydgoszcz
Pour les articles homonymes, voir Astoria.
Maillots
L’Astoria Bydgoszcz, est un club polonais de basket-ball basé dans la ville de Bydgoszcz. Il évolue en première division du championnat polonais.

## Anciens noms
- Weltinex Astoria Bydgoszcz (1990-1991)
- Polfrost Astoria Bydgoszcz (1991-1992)
- Domar Astoria Bydgoszcz (1994)
- Samsung Astoria Bydgoszcz (1994-1995)
- BFM Astoria Bydgoszcz (1995-1996)
- Kujawiak-Astoria Bydgoszcz (1997-2000)
- Astoria Bydgoszcz (2000-2002)
- Wody Mineralne Ostromecko Astoria Bydgoszcz (2002)
- KPSW Astoria Bydgoszcz (2007)
- maintenant: Enea Astoria Bydgoszcz (2017-)

## Palmarès
- Vainqueur de la Ligue 1 (3): 1989, 2003, 2019

## Entraîneurs successifs
| - Zygmunt Weigt - Henryk Pietrzak - Aureliusz Gościniak - Roman Haber - Hilary Gierszewski | - Maciej Mackiewicz - Jerzy Nowakowski - Alexander Krutikov - Ryszard Mogiełka - Adam Ziemiński | - Wojciech Krajewski - Tomasz Herkt - Jerzy Chudeusz - Jarosław Zawadka - Maciej Borkowski | - Przemysław Gierszewski - Konrad Kaźmierczyk - Avril 2022-févr. 2023 : Marek Popiołek - Févr. 2023- : Thanasis Skourtopoulos |

## Joueurs célèbres ou marquants
- Filip Dylewicz
- Kęstutis Marčiulionis
- Andrius Jurkūnas
- Ed O'Bannon
- J.P. Prince